# 岩手県道237号長坂束稲前沢線

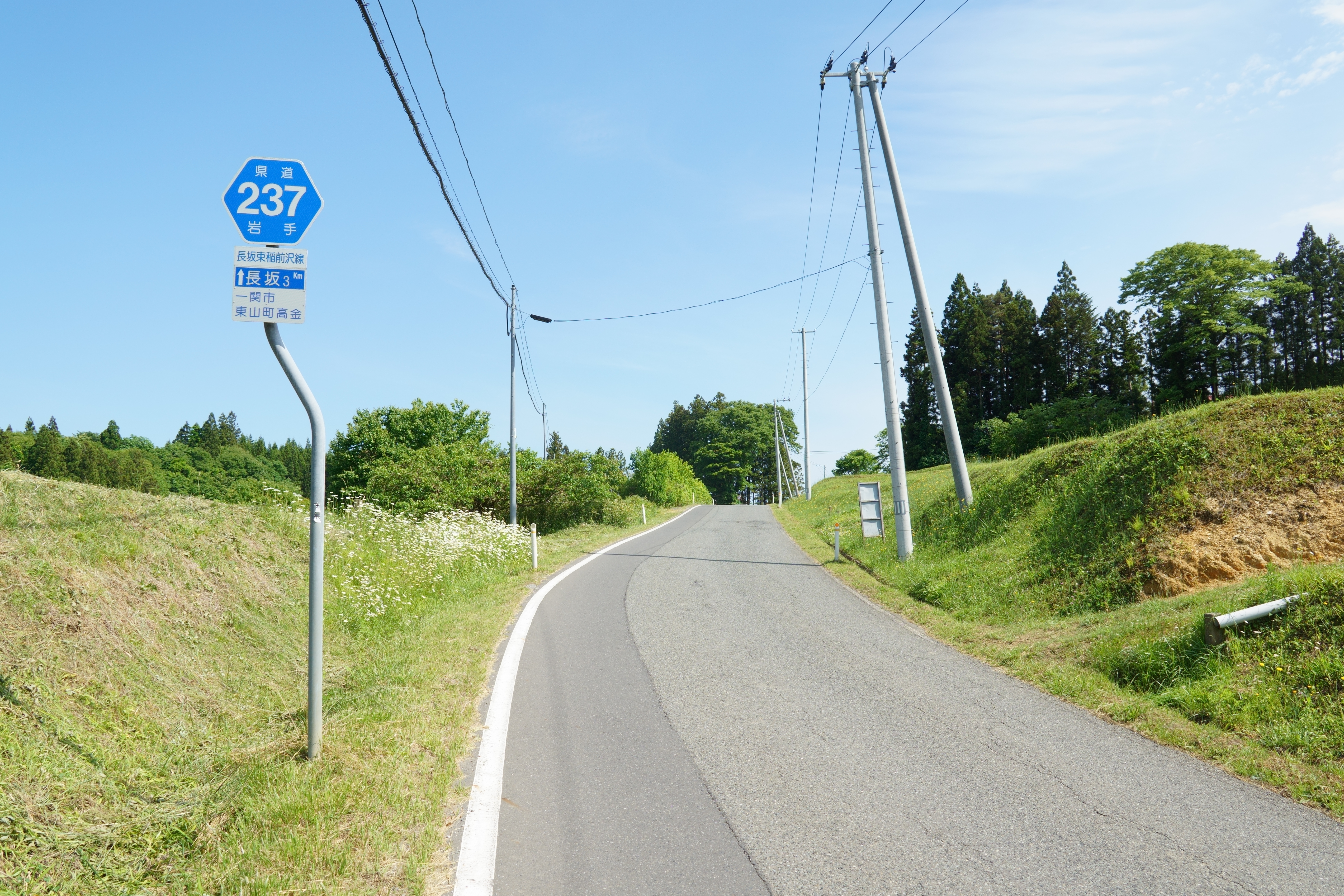
一関市東山町田河津字高金の狭隘区間（2024年5月）

岩手県道237号長坂束稲前沢線（いわてけんどう237ごう ながさかたばしねまえさわせん）は、岩手県の一般県道である。一関市と奥州市を結ぶ本線と奥州市から西磐井郡平泉町に至る支線がある。

## 概要

### 路線データ
- 起点：一関市東山町長坂（岩手県道106号前沢東山線交点）
- 終点：奥州市前沢字五日町（岩手県道243号新城馬口沢線交点）
- 終点（支線）：西磐井郡平泉町平泉字森下（国道4号交点）【北緯39度0分56.2秒 東経141度6分53.5秒 / 北緯39.015611度 東経141.114861度】

## 路線状況

### 重複区間
- 岩手県道14号一関北上線（奥州市前沢生母字長根 地内）
- 岩手県道14号一関北上線 支線（奥州市前沢生母字長根 - 西磐井郡平泉町長島字月舘）

## 地理

### 通過する自治体
- 一関市
- 奥州市
- 西磐井郡平泉町（支線）

### 交差する道路
本線
- 岩手県道106号前沢東山線（起点）
- 岩手県道14号一関北上線（奥州市前沢生母字長根）
- 国道4号前沢バイパス（奥州市前沢駅東一丁目）
- 岩手県道243号新城馬口沢線（終点）

支線
- 岩手県道14号一関北上線（西磐井郡平泉町長島字月舘）
- 国道4号・岩手県道37号花巻平泉線（岩手県道49号栗駒平泉線重複）（支線終点）